# Liste der Bodendenkmäler in Neukirchen bei Sulzbach-Rosenberg
Auf dieser Seite sind die Bodendenkmäler in der Oberpfälzer Gemeinde Neukirchen bei Sulzbach-Rosenberg zusammengestellt. Diese Tabelle ist eine Teilliste der Liste der Bodendenkmäler in Bayern. Grundlage ist die Bayerische Denkmalliste, die auf Basis des Bayerischen Denkmalschutzgesetzes vom 1. Oktober 1973 erstmals erstellt wurde und seither durch das Bayerische Landesamt für Denkmalpflege geführt wird. Die folgenden Angaben ersetzen nicht die rechtsverbindliche Auskunft der Denkmalschutzbehörde.

## Bodendenkmäler in Neukirchen bei Sulzbach-Rosenberg
| Lage                                         | Objekt | Akten-Nr.     | Bild            |
| -------------------------------------------- | --- | ------------- | --------------- |
| Neukirchen bei Sulzbach-Rosenberg (Standort) | Vorgeschichtlicher Bestattungsplatz mit mindestens einem Grabhügel. | D-3-6435-0031 |                 |
| Neukirchen bei Sulzbach-Rosenberg (Standort) | Vorgeschichtlicher Bestattungsplatz mit Grabhügeln. | D-3-6435-0032 |                 |
| Neukirchen bei Sulzbach-Rosenberg (Standort) | Höhle Bettelküche oder Hirtenweberhöhle (A 95) mit Funden des Spätpaläolithikums, des Neolithikums und der Urnenfelderzeit. | D-3-6435-0033 | weitere Bilder  |
| Neukirchen bei Sulzbach-Rosenberg (Standort) | Spaltenhöhle Windloch oder Wiedelloch (A 111) mit Funden der Urnenfelderzeit und menschlichen Skelettresten. | D-3-6435-0034 | (D-3-6435-0034) |
| Neukirchen bei Sulzbach-Rosenberg (Standort) | Höhle Franzosenloch (A 43) mit vorgeschichtlichen Funden. | D-3-6435-0035 | weitere Bilder  |
| Neukirchen bei Sulzbach-Rosenberg (Standort) | Mittelalterlicher Burgstall Hartenfels. | D-3-6435-0036 |                 |
| Etzelwang (Standort)                         | Vorgeschichtliche Grabhügel, daraus Funde der Hallstattzeit. | D-3-6435-0051 |                 |
| Neukirchen bei Sulzbach-Rosenberg (Standort) | Höhle Schnackenloch (A 121) mit vorgeschichtlichen und mittelalterlichen Funden. | D-3-6435-0080 | (D-3-6435-0080) |
| Neukirchen bei Sulzbach-Rosenberg (Standort) | Vorgeschichtlicher Bestattungsplatz mit mindestens vier Grabhügeln und Funden der Frühlatènezeit. | D-3-6435-0082 |                 |
| Neukirchen bei Sulzbach-Rosenberg (Standort) | Vorgeschichtlicher Bestattungsplatz mit Grabhügeln. | D-3-6435-0083 |                 |
| Neukirchen bei Sulzbach-Rosenberg (Standort) | Bestattungsplatz oder Siedlung der Bronzezeit. | D-3-6435-0084 |                 |
| Neukirchen bei Sulzbach-Rosenberg (Standort) | Archäologische Befunde der abgebrochenen, im Kern karolingerzeitlichen Kirche St. Martin in Ermhof mit zugehörigem Friedhof. | D-3-6435-0085 |                 |
| Neukirchen bei Sulzbach-Rosenberg (Standort) | Vorgeschichtlicher Bestattungsplatz mit ehemals mindestens fünf Grabhügeln, daraus bronzezeitliche und frühlatènezeitliche Grabfunde. | D-3-6435-0087 |                 |
| Neukirchen bei Sulzbach-Rosenberg (Standort) | Vorgeschichtlicher Bestattungsplatz mit mindestens sieben Grabhügeln. | D-3-6435-0088 |                 |
| Neukirchen bei Sulzbach-Rosenberg (Standort) | Bestattungsplatz der Bronze- und Hallstattzeit mit mindestens 16 Grabhügeln. | D-3-6435-0089 |                 |
| Neukirchen bei Sulzbach-Rosenberg (Standort) | Vorgeschichtlicher Bestattungsplatz mit mindestens einem Grabhügel. | D-3-6435-0090 |                 |
| Neukirchen bei Sulzbach-Rosenberg (Standort) | Vorgeschichtlicher Bestattungsplatz mit ehemals mindestens drei Grabhügeln. | D-3-6435-0091 |                 |
| Neukirchen bei Sulzbach-Rosenberg (Standort) | Vorgeschichtlicher Bestattungsplatz mit verebneten Grabhügeln, daraus Grabfunde der Hallstattzeit. | D-3-6435-0092 |                 |
| Neukirchen bei Sulzbach-Rosenberg (Standort) | Grundfelsenhöhle (A 138) mit Funden des Endneolithikums, der Urnenfelderzeit, der Hallstattzeit/Frühlatènezeit und des Mittelalters sowie menschlichen Skelettresten. | D-3-6435-0094 | weitere Bilder  |
| Neukirchen bei Sulzbach-Rosenberg (Standort) | Vorgeschichtlicher Bestattungsplatz mit ehemals mindestens neun Grabhügeln, daraus Funde der Hallstatt- und Frühlatènezeit. | D-3-6435-0095 |                 |
| Neukirchen bei Sulzbach-Rosenberg (Standort) | Vorgeschichtlicher Bestattungsplatz mit Grabhügel. | D-3-6435-0096 |                 |
| Neukirchen bei Sulzbach-Rosenberg (Standort) | Vorgeschichtlicher Bestattungsplatz mit mindestens vier Grabhügeln. | D-3-6435-0097 |                 |
| Neukirchen bei Sulzbach-Rosenberg (Standort) | Vorgeschichtlicher Bestattungsplatz mit mindestens einem Grabhügel. | D-3-6435-0098 |                 |
| Neukirchen bei Sulzbach-Rosenberg (Standort) | Bestattungsplatz der Urnenfelderzeit und der Hallstattzeit mit verebneten Grabhügeln. | D-3-6435-0099 |                 |
| Neukirchen bei Sulzbach-Rosenberg (Standort) | Appelshöhle oder Steinbachhöhle (A 29) mit vorgeschichtlichen Funden und menschlichen Skelettresten. | D-3-6435-0100 |                 |
| Neukirchen bei Sulzbach-Rosenberg (Standort) | Blauberghöhle (A 70) mit vorgeschichtlichen Funden. | D-3-6435-0101 |                 |
| Neukirchen bei Sulzbach-Rosenberg (Standort) | Vorgeschichtlicher Bestattungsplatz mit mindestens drei Grabhügeln und Funden der Bronze-, Hallstatt- und Frühlatènezeit. | D-3-6435-0102 |                 |
| Neukirchen bei Sulzbach-Rosenberg (Standort) | Vorgeschichtlicher Bestattungsplatz mit mindestens einem Grabhügel. | D-3-6435-0103 |                 |
| Neukirchen bei Sulzbach-Rosenberg (Standort) | Lupberghöhle (A 169) mit Funden der frühen und mittleren Bronzezeit, der Urnenfelderzeit und der Hallstattzeit sowie menschlichen Skelettresten. | D-3-6435-0105 | weitere Bilder  |
| Neukirchen bei Sulzbach-Rosenberg (Standort) | Höhle Osterloch oder Osterhöhle (A 94) mit Funden der Späthallstatt- /Frühlatènezeit und des Spätmittelalters. | D-3-6435-0106 | weitere Bilder  |
| Neukirchen bei Sulzbach-Rosenberg (Standort) | Vorgeschichtlicher Bestattungsplatz mit Grabhügeln. | D-3-6435-0108 |                 |
| Neukirchen bei Sulzbach-Rosenberg (Standort) | Höhle Geiskirche (A 96) mit vorgeschichtlichen Funden. | D-3-6435-0109 | weitere Bilder  |
| Neukirchen bei Sulzbach-Rosenberg (Standort) | Höhle Bärenloch (A 63) mit vorgeschichtlichen Funden. | D-3-6435-0110 | weitere Bilder  |
| Neukirchen bei Sulzbach-Rosenberg (Standort) | Mesolithische Freilandstation. | D-3-6435-0117 |                 |
| Neukirchen bei Sulzbach-Rosenberg (Standort) | Mesolithische Freilandstation. | D-3-6435-0139 |                 |
| Neukirchen bei Sulzbach-Rosenberg (Standort) | Mittelalterlicher Burgstall. | D-3-6435-0140 |                 |
| Neukirchen bei Sulzbach-Rosenberg (Standort) | Archäologische Befunde des Mittelalters und der frühen Neuzeit im Bereich der Evang.- Luth. Pfarrkirche St. Peter und Paul in Neukirchen b.Sulzbach-Rosenberg, darunter die Spuren von Vorgängerbauten bzw. älterer Bauphasen und der aufgelassene historische Ortsfriedhof. | D-3-6435-0142 |                 |
| Neukirchen bei Sulzbach-Rosenberg (Standort) | Archäologische Befunde und Funde im Bereich des ehem. Schlosses Holnstein, zuvor mittelalterliche Burg. | D-3-6435-0143 |                 |
| Neukirchen bei Sulzbach-Rosenberg (Standort) | Mesolithische Freilandstation. | D-3-6435-0144 |                 |
| Neukirchen bei Sulzbach-Rosenberg (Standort) | Mesolithische Freilandstation, vorgeschichtliche Siedlung. | D-3-6435-0145 |                 |
| Neukirchen bei Sulzbach-Rosenberg (Standort) | Mesolithische Freilandstation. | D-3-6435-0177 |                 |
| Neukirchen bei Sulzbach-Rosenberg (Standort) | Vorgeschichtlicher Bestattungsplatz mit mindestens einem Grabhügel. | D-3-6435-0178 |                 |
| Neukirchen bei Sulzbach-Rosenberg (Standort) | Mittelalterliche und frühneuzeitliche Wüstung Tuffenthal. | D-3-6435-0179 |                 |
| Neukirchen bei Sulzbach-Rosenberg (Standort) | Mesolithische Freilandstation. | D-3-6435-0202 |                 |
| Neukirchen bei Sulzbach-Rosenberg (Standort) | Mesolithische Freilandstation. | D-3-6435-0207 |                 |
| Neukirchen bei Sulzbach-Rosenberg (Standort) | Mindestens fünf vorgeschichtliche Grabhügel. | D-3-6436-0009 |                 |
| Sulzbach-Rosenberg (Standort)                | Wüstung Peutental, untertägige Befunde der abgegangenen mittelalterlichen Wallfahrtskirche St. Anna. | D-3-6436-0018 |                 |
| Edelsfeld (Standort)                         | Mesolithische Freilandstation, neolithische Siedlung. | D-3-6436-0036 |                 |
| Neukirchen bei Sulzbach-Rosenberg (Standort) | Vorgeschichtlicher Bestattungsplatz mit etwa zehn Grabhügeln. | D-3-6436-0037 |                 |
| Neukirchen bei Sulzbach-Rosenberg (Standort) | Vorgeschichtlicher Bestattungsplatz mit mindestens einem Grabhügel. | D-3-6436-0038 |                 |
| Neukirchen bei Sulzbach-Rosenberg (Standort) | Höhle Großes Hundsloch (A 135) mit metallzeitlichen (urnenfelder- oder hallstattzeitlichen) sowie mittelalterlichen Funden. | D-3-6436-0039 |                 |
| Neukirchen bei Sulzbach-Rosenberg (Standort) | Vorgeschichtlicher Bestattungsplatz mit mindestens einem Grabhügel. | D-3-6436-0040 |                 |
| Neukirchen bei Sulzbach-Rosenberg (Standort) | Vorgeschichtlicher Bestattungsplatz mit mindestens zwei Grabhügeln. | D-3-6436-0043 |                 |
| Neukirchen bei Sulzbach-Rosenberg (Standort) | Vorgeschichtlicher Bestattungsplatz mit mindestens einem Grabhügel. | D-3-6436-0044 |                 |
| Neukirchen bei Sulzbach-Rosenberg (Standort) | Vorgeschichtlicher Bestattungsplatz mit Grabhügeln und bronzezeitlichen Funden. | D-3-6436-0045 |                 |
| Neukirchen bei Sulzbach-Rosenberg (Standort) | Vorgeschichtlicher Bestattungsplatz mit mindestens einem Grabhügel. | D-3-6436-0046 |                 |
| Neukirchen bei Sulzbach-Rosenberg (Standort) | Vorgeschichtlicher Bestattungsplatz mit mindestens einem Grabhügel. | D-3-6436-0047 |                 |
| Neukirchen bei Sulzbach-Rosenberg (Standort) | Höhle Bärenloch (A 119) mit Funden der Urnenfelderzeit und des Spätmittelalters. | D-3-6436-0048 |                 |
| Neukirchen bei Sulzbach-Rosenberg (Standort) | Vorgeschichtliche Höhensiedlung mit Abschnittsbefestigung. | D-3-6436-0049 |                 |
| Neukirchen bei Sulzbach-Rosenberg (Standort) | Siedlung oder Gräber der Hallstattzeit. | D-3-6436-0050 |                 |
| Neukirchen bei Sulzbach-Rosenberg (Standort) | Mindestens zwei vorgeschichtliche Grabhügel. | D-3-6436-0105 |                 |